# Ville-sur-Retourne
Ville-sur-Retourne ist eine französische Gemeinde mit 73 Einwohnern (Stand: 1. Januar 2022) im Département Ardennes in der Region Grand Est. Sie gehört zum Kanton Château-Porcien im Arrondissement Rethel.

## Geographie
Ville-sur-Retourne liegt etwa 35 Kilometer nordöstlich von Reims am linken Ufer des Flusses Retourne. Nachbargemeinden sind Annelles im Nordwesten, Ménil-Annelles im Norden, Pauvres im Nordosten, Mont-Saint-Remy im Osten, Cauroy im Süden und Bignicourt im Westen.

## Bevölkerungsentwicklung
| Jahr      | 1962 | 1968 | 1975 | 1982 | 1990 | 1999 | 2008 | 2019 |
| --------- | ---- | ---- | ---- | ---- | ---- | ---- | ---- | ---- |
| Einwohner | 121  | 101  | 96   | 92   | 99   | 88   | 73   | 82   |

## Sehenswürdigkeiten
- Kirche Saint-Martin
- Rathaus- und Schulgebäude aus dem Jahr 1924

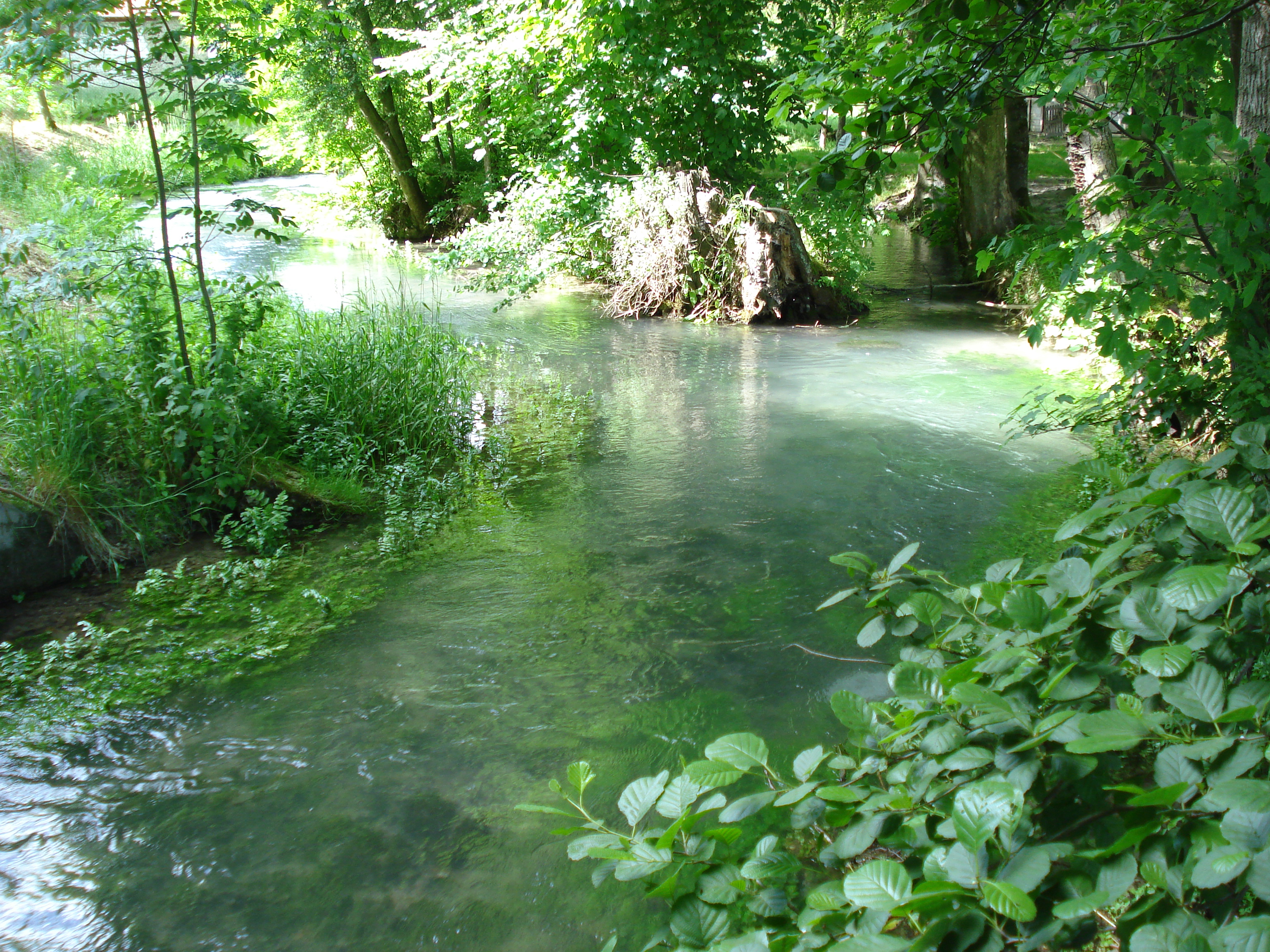
Die Retourne bei Ville-sur-Retourne

- Deutscher Soldatenfriedhof Mont-St.- Remy/Ardennes mit 2390 Toten des 1. Weltkriegs. Lage: Südlich von Pauvres an der D 23.